# Krešimir Kovačević
Krešimir Kovačević (Zagreb, 16. rujna 1913. – Zagreb, 6. ožujka 1992.) bio je hrvatski muzikolog, leksikograf, glazbeni kritičar i pedagog. 

## Životopis
Krešimir Kovačević je u rodnome gradu Zagrebu 1932. završio gimnaziju te potom na Muzičkoj akademiji studirao kompoziciju u razredu Krste Odaka i dirigiranje u razredu Frana Lhotke: diplomirao je 1939. Studij muzikologije završio je 1943. na Sveučilištu u Leipzigu u razredu H. Schultza i doktorirao tezom Das kroatische Volkslied aus dem Murinselgebiet. Službovao je kao operni korepetitor u zagrebačkom Hrvatskom narodnom kazalištu (1936. – 1938.) i u Narodnom pozorištu u Beogradu (1938./1939.), kao nastavnik u Učiteljskoj školi u Osijeku (1940. – 1945.) i u Srednjoj muzičkoj školi u Dubrovniku (1946. – 1950.). Usporedno je bio zborovođa Hrvatskog pjevačkog društva »Kolo« u Zagrebu (1937./1938.) i Hrvatskog pjevačkog društva »Lipa« u Osijeku (1940./1941.) te utemeljitelj i prvi dirigent Gradskoga orkestra u Dubrovniku (1946. – 1950.). Od 1950. predavao je povijest glazbe na zagrebačkoj Muzičkoj akademiji, od 1953. bio je docent i od 1961. do umirovljenja 1977. redoviti profesor. Bio je stalni komentator koncertnih programa Zagrebačke filharmonije (1952. – 1987.), koncerata Simfonijskoga orkestra RTV Zagreb i glazbenih priredba Dubrovačkih ljetnih igara (1965. – 1982.). Napisao je više od 1500 koncertnih komentara od kojih je dio objavljen u knjizi "Beethoven. Simfonije i uvertire" (Zagreb, 1958.). Istodobno je bio glazbeni kritičar u časopisu Zvuk (1956. – 1966.), hrvatskom izdanju dnevnika Borba (1957. – 1980.) i na Radio-Zagrebu (1977. – 1982.). U središtu je njegovih muzikoloških razmatranja povijest novije hrvatske glazbe. U knjizi "Hrvatski kompozitori i njihova djela" (1960.) obradio je 50 istaknutih skladatelja, pretežno iz 19. i prve polovice 20. stoljeća te 380 njihovih najznačajnijih skladba, poprativši ih iscrpnim kritičko-analitičkim podatcima. U knjizi "Muzičko stvaralaštvo u Hrvatskoj 1945–1965" (1966.) sabrao je biobibliografske podatke o glazbenicima afirmiranima u prvoj polovici 20. stoljeća, obuhvativši simfonijsku, koncertnu, komornu i vokalnu glazbu, operu i balet, zabavnu glazbu te muzikološke i publicističke radove u tim desetljećima. Kao suautor leksikonskoga izdanja Jugoslovanska glasbena dela (hrv. Jugoslavenska glazbena djela, Ljubljana 1980.) obradio je šezdesetak najistaknutijih hrvatskih skladatelja od renesansnih do suvremenih, poprativši opširnim komentarima njihova glavna djela. Surađivao je u izdanjima negdašnjega Jugoslavenskog leksikografskog zavoda (današnjeg Leksikografskog zavoda Miroslav Krleža), u Muzičkoj enciklopediji (1958. – 1963.) i kao glavni urednik drugoga izdanja (1971. – 1977.), Leksikonu jugoslavenske muzike (1984., glavni urednik) i Enciklopediji Jugoslavije (1955. – 1971.) te u izdanjima Hrvatsko narodno kazalište 1894–1969 (Zagreb 1969.), Musik in Geschichte und Gegenwart (Kassel, 1979.) i Grove’s Dictionary of Music and Musicians (London 1980.). Leksikografski rad upotpunio je priredivši zbornik Društvo skladatelja Hrvatske 1945–1985. Stvaralaštvo – akcije (Zagreb 1985.) s biobibliografskim podatcima o tadašnjim članovima Društva te popularnim priručnikom Glasbeniki (1988.). Kao član Vijeća Dubrovačkih ljetnih igara napisao je tekst "Glazba na Dubrovačkim ljetnim igrama" u spomen-knjizi Dubrovačke ljetne igre 1950/ /1974 (Zagreb 1975.). Pisao je o Stjepanu Šuleku u "Spomenici preminulim akademicima" (1987., 37). Stručne i znanstvene radove objavio i u časopisima Zvuk (1957., 1967./1968., 1974.), The Bridge (1968.), Arti musices (1969. – 1979., od 1973. i glavni urednik), Republika (1971., 1976.) i Musica antiqua Europae orientalis (Bydgoszcz 1966.). Svojim je redovitim kritičkim osvrtima na koncertne, operne i baletne priredbe, temeljenima na stručnom opisu i razmjerno suzdržanim prosudbama, skupio dragocjenu građu za povijest glazbenih događanja tijekom gotovo triju desetljeća. Bio je i predsjednik negdašnjega Udruženja kompozitora Hrvatske (1966./1967.), današnjega Hrvatskoga društva skladatelja. 

## Djela (izbor)
- Hrvatski kompozitori i njihova djela, Zagreb 1960.
- Muzičko stvaralaštvo u Hrvatskoj 1945–1965, Zagreb 1966.
- Jugoslovanska glasbena dela (suautor), Ljubljana 1980.
- Glasbeniki, Ljubljana 1988. (hrv. izd. 1990.)
- Hrvatski glazbeni trenuci (izbor iz kritika), Zagreb 1990.

## Vanjske poveznice
- Kovačević, Krešimir Hrvatska enciklopedija. LZMK
- LZMK / Proleksis enciklopedija: Kovačević, Krešimir
- Discogs.com – Krešimir Kovačević
- Digitalna zbirka Hrvatske akademije znanosti i umjetnosti – Krešimir Kovačević